# Кипящ слой
При пропускане на флуид (газ или течност) вертикално през насипан слой от твърди частици, с нарастване на скоростта частиците се повдигат и започват да се движат хаотично (т. нар. флуидизация). Слоят от движещи се частици наподобяват поведението напр. на кипяща течност, затова за явлението се използва името кипящ слой.
В началото, при ниски скорости на флуида, частиците остават неподвижни. С нарастване на скоростта, когато се преодолеят силите на триене частиците започват постепенно да се движат (т. нар. критична скорост). При по-нататъшното увеличение на скоростта обемът на слоя нараства, а разстоянието между частиците се увеличава. При превишаване на т. нар. скорост на витаене, частиците се увличат от флуида и напускат апарата. Скоростта на витаене се равнява на практика на скоростта на утаяване (виж утаяване), тъй като силите, действащи на частиците са същите (сила на тежестта, архимедова сила, челно съпротивление.) Кипящият слой съществува между критичната скорост и скоростта на витаене.
За описание на кипящия слой се използват критерия на Рейнолдс Re и критерия на Архимед Ar, т. напр. критичната скорост може да се изчисли със следното уравнение :
{\displaystyle Re={\frac {Ar}{1400+5,22*{\sqrt {Ar}}}}}
Поведението на кипящия слой наподобява течност, т. напр. той може да се „прелива“ в друг апарат, важи принципът на скачените съдове и др. Тела с ниска плътност „изплуват“ на повърхността на слоя под действие на архимедовата сила. Падът на налягане на слоя съответства приблизително на теглото на твърдите частици, разделено на напречното сечение на апарата.
В кипящия слой се достигат големи скорости на флуида, поради това топло- и масообменът е подобрен. При интензивното разбъркване на частиците се постигат равномерно разпределение на температурата в целия слой и се избягва локално прегряване и „загаряне“. Сушенето, изпичането и др. процеси протичат много равномерно в кипящ слой.
Поради предимствата му, кипящият слой намира голямо приложение в индустрията, като например:
- Сушене в кипящ слой
- Пиролиза
- Изгаряне на отпадъци
- Адсорбция
- Реактор с кипящ слой